# 王伦之
王伦之（?—?），南朝齐政治人物，琅邪郡臨沂县人。
王伦之是王敬弘曾孙，刘宋都官尚書王昇之的孙子，王延之之子。王延之家训严格，不随意见自己的子弟，虽逢年过节问候，都先定日子日。王伦之见儿子也是如此。永明年间，王伦之为侍中。齐武帝到琅邪城，王伦之与光禄大夫全景文等二十一人因为没有参见陪侍，被有司弹劾。诏令王伦之亲自为陪侍之职，而他和外官一样惰慢，被免官，景文等赎罪论除。建武年間担任侍中、领前軍将軍，后来转任都官尚書，领游击将軍，去世。